# Redlichia
Redlichia (лат.) — род трилобитов из семейства Redlichiidae отряда редлихиид (Redlichiida). Окаменелости различных видов обнаружены в морских отложениях по всему миру, останки встречаются в нижнем кембрии (тойонский ярус) Китая, Кореи, Пакистана, Гималаев, Ирана, Испании, южной Сибири и Антарктиды, а также в морских слоях среднего кембрия (ордианский ярус) Австралии.

## Таксономия
Redlichia первоначально были описаны как род Hoeferia в 1899 году. Однако оказалось, что это имя уже было дано Биттнером (Bittner) одному из видов двустворчатого моллюска, что делает его недопустимым младшим омонимом. В 1902 году Коссманн переименовал род в Hoeferia Redlich, а в 1899 году — в Redlichia, по имени Карла Редлиха (Karl Redlich), впервые описавшего трилобитов из кембрия Индии.
Названия Mesodema Whitehouse, 1939, Dongshania Lin in Qiu et al., 1983, и Spinoredlichia Liu, 1975 считаются синонимами Redlichia.

## Виды
Типовой вид Redlichia noetlingi встречается в морских слоях нижнего кембрия в западном Пакистане. Другие виды найдены в Азии — Redlichia chinensis из нижнего кембрия Китая и Redlichia nobilis из нижнего кембрия Южной Кореи.
Некоторые из видов, которые были первоначально отнесены к Redlichia, были позже перемещены в другие роды:
- R. blanckenhorni = Redlichops blanckenhorni
- R. finalis = Redlichaspis finalis
- R. nakamurai = Neoredlichia nakamurai
- R. walcotti Lu, 1941= Archaeops lui
- R. walcotti Mansuy, 1912= Saukandiops walcotti
- R. cf. walcotti Saito, 1934= Latiredlichia saitoi